# Pearson Lake
Pearson Lake är en sjö i Kanada.   Den ligger i countyt Lennox and Addington County och provinsen Ontario, i den sydöstra delen av landet, 140 km väster om huvudstaden Ottawa. Pearson Lake ligger 329 meter över havet. Den ligger vid sjön Joeperry Lake.
I omgivningarna runt Pearson Lake växer i huvudsak blandskog. Runt Pearson Lake är det mycket glesbefolkat, med 2 invånare per kvadratkilometer.